# Mas de Mianes
El Mas de Mianes és un edifici de Tortosa (Baix Ebre) inclòs a l'Inventari del Patrimoni Arquitectònic de Catalunya.

## Descripció
És un conjunt d'edificacions situat a l'extrem sud-est de Vinallop. A 1 km de la carretera d'Amposta a Tortosa per la Carroba; a la banda dreta d'aquesta s'albira fàcilment per trobar-se sobre la carena que delimita la vall fluvial. A mig camí entre Tortosa i Amposta, vora el Puig de Mianes.
El conjunt està format per un grup principal de quatre construccions adossades una al costat de l'altra i un cobert a l'extrem, més una cinquena que mira a la part posterior de les anteriors, a uns 20 m. Al costat hi té un aixopluc i un abeurador pels animals.
Davant les primeres construccions, organitzades com si donessin a un carrer, hi ha una ampla esplanada sostinguda per una alta margenada, donat que al seu davant hi ha un desnivell pronunciat. La planta dels diferents habitatges és de profunditat diferent, el que determina que a la façana la línia del carrer sigui recta, però a la banda posterior sigui força irregular. L'alçada de les diferents construccions és també irregular, malgrat que totes disposen de planta i pis. Les portes i les finestres són rectangulars i allindades. La coberta és de teulada a doble vessant. La façana està emblanquinada i a la resta la maçoneria queda al descobert.

## Història
Es tracta del nucli de poblament que centrava un gran latifundi amb important sector d'horta. Arribava fins al riu. La primera referència trobada és del segle xiv, quan és citat com a "Mas de Mianes". Abans de la seva disgregació pertanyia a la família del Marquès de Bellet.
L'any 1981 tenia 34 ha. Actualment resta abandonat i només se n'utilitzen alguns sectors com a magatzem.